# 村原康介
村原 康介（むらはら こうすけ、1986年9月4日 - ）は鹿児島県出身の日本のキーボーディスト、作曲家、編曲家である。

## 経歴
TVでネズミのキャラクターが弾いているのを見て、3歳よりヴァイオリンを始める。蝶ネクタイに短パン、サスペンダーというスタイルでクラシック音楽の道をひた走っていたが、調律師である父にリチャード・ティーのライブ映像を見せられ、16歳よりピアノに転向。地元鹿児島にて、LIVEサポート、CM制作、喫茶店のアルバイト等の活動をしていたが、2010年にROLLYと出会い翌年上京し、LIVEサポートを務める。その後、小川文明に師事し、鍵盤楽器を学ぶ。困った時は1番上のC、または足で弾いてお尻で弾く、ロック・キーボーディスト。ROLLY、椎名慶治、つるの剛士 などのサポートキーボードとしても活動。
2015年11月、女優の佐々木心音が結成したロックバンド「MOMO」に参加。